# Котлє
Котлє (словен. Kotlje) — поселення в общині Равне-на-Корошкем, Регіон Корошка, Словенія. Висота над рівнем моря: 452,4 м.